# Organoid
Organoid je minijaturizovana i pojednostavljena verzija organa proizvedenog in vitro u tri dimenzije koja imitira ključnu funkcionalnu, strukturnu i biološku složenost tog organa. Izvodi se iz jedne ili nekoliko ćelija iz tkiva, embrionalnih matičnih ćelija ili indukovanih pluripotentnih matičnih ćelija, koje se mogu samoorganizovati u trodimenzionalnoj kulturi zahvaljujući svojim sposobnostima samoobnavljanja i diferencijacije. Tehnika uzgoja organoida se brzo poboljšala od ranih 2010-ih, a The Scientist ju je nazvao jednim od najvećih naučnih dostignuća 2013. godine. Naučnici i inženjeri koriste organoide za proučavanje razvoja i bolesti u laboratoriji, za otkrivanje i razvoj lekova u industriji, personalizovanu dijagnostiku i medicinu, genske i ćelijske terapije, inženjering tkiva i regenerativnu medicinu.

## Literatura
- Chi KR (септембар 2015). „Orchestrating Organoids. A guide to crafting tissues in a dish that reprise in vivo organs”. The Scientist.
- Takebe T, Enomura M, Yoshizawa E, Kimura M, Koike H, Ueno Y, Matsuzaki T, Yamazaki T, Toyohara T, Osafune K, Nakauchi H, Yoshikawa HY, Taniguchi H (мај 2015). „Vascularized and Complex Organ Buds from Diverse Tissues via Mesenchymal Cell-Driven Condensation”. Cell Stem Cell. 16 (5): 556—565. PMID 25891906. doi:10.1016/j.stem.2015.03.004 .
- Turner DA, Baillie-Johnson P, Martinez Arias A (фебруар 2016). „Organoids and the genetically encoded self-assembly of embryonic stem cells”. BioEssays. 38 (2): 181—191. PMC 4737349 . PMID 26666846. doi:10.1002/bies.201500111.
- Willyard C (јул 2015). „The boom in mini stomachs, brains, breasts, kidneys and more”. Nature. 523 (7562): 520—522. Bibcode:2015Natur.523..520W. PMID 26223610. doi:10.1038/523520a .

## Spoljašnje veze
- „Organoid-based regenerative medicine”. Longevity Wiki. 30. 3. 2024.